# Kanariesmalsnuitje
Het kanariesmalsnuitje (Aethes rutilana) is een vlinder uit de familie bladrollers (Tortricidae). De wetenschappelijke naam is voor het eerst geldig gepubliceerd in 1817 door Hübner.
De soort komt voor in Europa.